# Lestes disjunctus
Lestes disjunctus – gatunek ważki z rodziny pałątkowatych (Lestidae). Występuje na terenie Ameryki Północnej.